# Schefflera chococola
Schefflera chococola là một loài thực vật có hoa trong Họ Cuồng cuồng. Loài này được Frodin miêu tả khoa học đầu tiên năm 2003 publ. 2004.

## Phân bố
Loài này thường sống ở New Zealand và một số đảo Thái Bình Dương.